# Freehold Raceway Mall

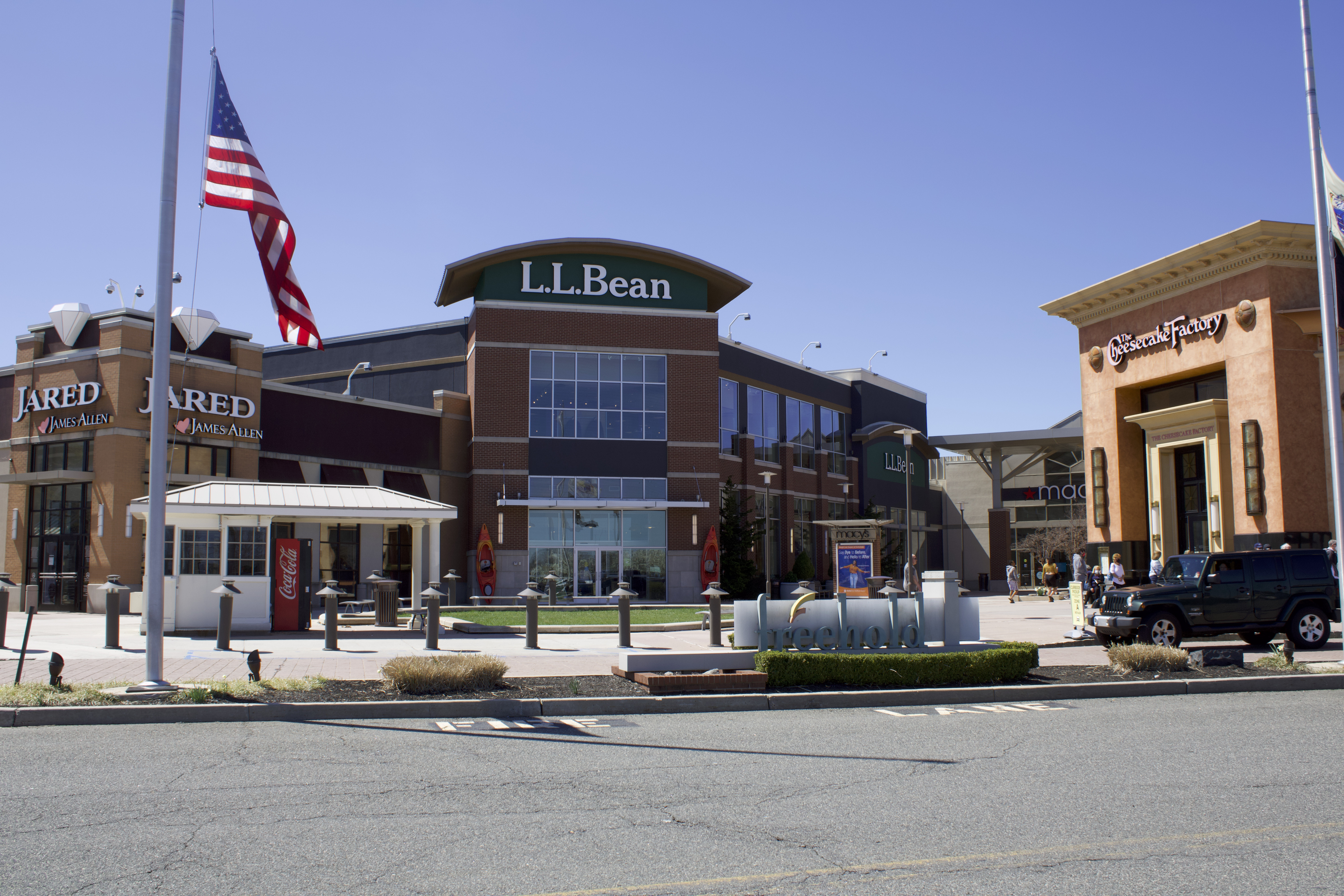
Entrada del centro comercial Freehold Raceway cerca del centro Lifestyle

Freehold Raceway Mall es un super-centro comercial regional en Freehold, Nueva Jersey, Estados Unidos. El centro comercial tiendas anclas son JCPenney, Lord & Taylor, Macy's, Nordstrom y Sears. El centro es dirigido por La Compañía Macerich y tiene 1.594.888 pies cuadrados (148.170 m²), De área alquilable, por lo que es la tercera más grande de todos los centros comerciales en Nueva Jersey). Además de un estilo de vida al aire libre, que comenzó en enero de 2007, añadió 100,000 pies cuadrados (10.000 m²) De espacio comercial adicional.

## Historia
El Mall Freehold Raceway fue construida a través de la calle de la Freehold Raceway en tierras dedicadas a establos. Los establos están todavía allí, conectadas por un pequeño puente sobre la Ruta 9, pero solo se puede acceder por la carretera centro comercial de entrada. En preparación para la apertura del centro comercial, la Freehold Círculo se eliminó y se reconstruye en una intersección con semáforo de grado y de jughandles. Un semáforo y jughandle de la carretera de acceso centro comercial de la Ruta 9 también se construyó al sur de la intersección de la EE.UU. Ruta 9 y Negocios Ruta 33.
El centro comercial totalmente cerrada originalmente inaugurado en 1990 con dos anclas: Sears y Lord & Taylor, con la construcción ya en marcha en JCPenney (inicialmente se preveía que Hahne, pero la empresa salió del negocio), que más tarde se inauguró en 1991, así como Nordstrom, que más tarde se inauguró en 1992. Un ancla de sesiones, Macy's, se añadió en 1998 (en un cuaderno, prevista inicialmente para Stern y más tarde para Abraham & Straus). La apertura de Macy's estaba bien previsto y la inauguración contó con la presencia de varias celebridades, incluyendo el cantante Brandy.
Cuando el centro abrió por primera vez, fue apenas por conseguir, casi considerado como un Mall muertos. Las vacantes eran inminentes, y muchos de los espacios se llenaron con los inquilinos centro comercial tradicional, como los servicios municipales. Los clubes de fotografía local muestra sus fotos en las paredes vacías del centro comercial, mientras que otras áreas lucían fotos de la pista de rodadura y el incendio que se produjo en 1984. Muchos culparon al hecho de que estaba lejos de las carreteras y oculto detrás de los árboles. La única evidencia de la alameda de la ruta 9 era el signo monumento acercaba a la entrada centro comercial, como el satélite de tiendas grandes de la caja aún no se habían construido. Los clientes también pueden viajar fácilmente a la cercana Monmouth Mall, Seaview Square Mall, Brunswick Square Mall, O la Manalapan Mall, Que fue, irónicamente, cerrado unos años más tarde debido al éxito final de la alameda de Freehold Raceway que pronto siguieron. Una vez abierto Nordstrom, Freehold Raceway Mall ahora había una tienda que estaba seguro de ser un éxito debido a que no había otro Nordstrom alrededor de 30 millas (48 km). La multitud finalmente llegó y la tasa de vacantes en el centro comercial descendido considerablemente. Ahora es uno de los centros comerciales más exitosas en el área.
El horario comercial en el centro comercial Freehold Raceway son desde las diez de la mañana hasta las nueve y media de la tarde de lunes a sábado. Horas del domingo son desde las once de la mañana hasta las siete de la tarde. Se encuentra ubicado en la intersección de la EE.UU. Ruta 9, Negocios Ruta 33 y Condado de Ruta 537 en Freehold.
El Mall Freehold Raceway fue ampliado en 2007, y la construcción comenzó en enero. La expansión ha tenido el espacio entre el J. C. Penney y Sears en el piso superior del lote de estacionamiento cerca de Johnny Rockets. Una característica interesante de la expansión es el hecho de que es completamente al aire libre, lo que hace el centro comercial Freehold Raceway el centro comercial sólo en Nueva Jersey a tener tanto una zona comercial interior y exterior.
La adición incluye una franja de tiendas al aire libre al lado de JC Penney del centro comercial, ocupado por 13 a 15 tiendas, un 25,150 pies cuadrados (2.337 m de2) Fronteras, Dos restaurantes, un paseo marítimo, un área para eventos de la comunidad y una estación de servicio de aparcacoches. Un P.F. China Chang's China Bistro Fue construido junto a la otra, pero es independiente (el centro comercial muestra el terreno cubierto de hierba al lado de P. F. Chang 's China Bistro como libre), mientras que un Cheesecake Factory ocupa un espacio de esquina en la estructura principal.
Junto al Paseo Marítimo Coldwater Creek tienda, un nuevo 4.375 pies cuadrados (406,5 m²) Bath & Body Works se abrirá. Junto a la Bath & Body Works, Será un 8,333 pies cuadrados (774,2 m²) Urban Outfitters. Ambas tiendas están actualmente vacantes. También se habla de Chevy's Fresh Mex la apertura en el lugar vacante al lado P.F. Chang.
En abril de 2007, el primer proyecto de renovación del centro comercial estaba en marcha. La actualización sustituye el suelo, el cambio de la baldosa de color marrón y verde a una placa de piedra de color beige, que sustituyó la pintura verde en los techos y herrería con una más beige / Earthtone, los rieles de bronce fueron reemplazados en favor de los rieles de madera, nueva iluminación en el marco del tragaluces y a lo largo de / en las columnas, se añadió la iluminación mundo a lo largo de los lucernarios, pilares y rejas fue sustituido, una nueva escalera mecánica al lado de Sears se añadió, suave, alfombradas zonas de descanso fueron añadidos y la gran fuente de la cancha central fue sustituida por una pequeña fuente, zona de asientos blandos y Starbuck quiosco.
Dos nuevos estacionamientos se construyeron en el sitio para reemplazar los que se perdieron a lo largo de la entrada Raceway Mall Drive y en el lado opuesto de la carretera de circunvalación junto a Nordstrom.
La ampliación efectuada al aire libre abierto para el público en general el 9 de noviembre de 2007 a las 10:00 a. m. y la mayoría de la renovación fue efectuada por la temporada de 2007. La nueva fuente escultura esférica y la sustitución de los rieles de bronce puesto fin a las reformas en febrero de 2008. 
Freehold Raceway Mall experimentado un fuego en la noche del 28 de agosto de 2009, originarios de la zona de Victoria's Secret, con los daños ocasionados desconocido. Se desconoce cuánto tiempo la renovación de la zona tendrá, o cómo afecta las operaciones de
- Datos: Q2917348
- Multimedia: Freehold Raceway Mall / Q2917348